# Gustave Plante
Gustave Plante, né le 29 juin 1929 à Armagh et mort le 13 janvier 2001 à Sillery, est un médecin et homme politique québécois.